# Heinrich von Schirmeister

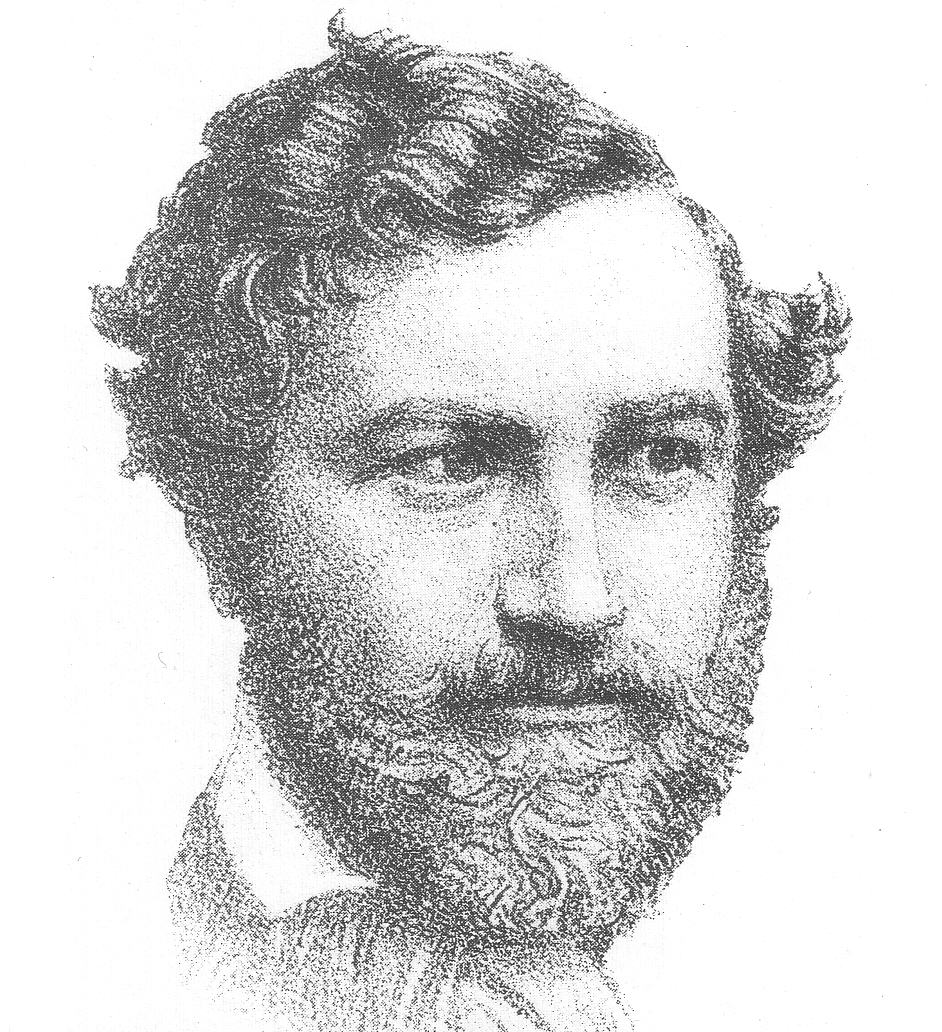
Heinrich von Schirmeister

Heinrich (Karl Friedrich Wilhelm) von Schirmeister (* 17. August 1817 in Stannaitschen, Kr. Gumbinnen; † 14. August 1892 in Berlin) war ein deutscher Verwaltungsjurist und Reichstagsabgeordneter in Ostpreußen.

## Leben
Schirmeister besuchte die Friedrichsschule Gumbinnen und wurde Landwirt. Später studierte er Rechtswissenschaft an der Albertus-Universität Königsberg, der Ruprecht-Karls-Universität Heidelberg und der Friedrich-Wilhelms-Universität Berlin. Er war ab 1836 Mitglied des Corps Littuania und blieb 1848 bei der Spaltung Silber-Litthauer. 
Von 1841 bis 1865 war er im Staatsdienst als Regierungsreferendar in Königsberg und Landrat im Landkreis Insterburg (1845–1851) und im Landkreis Darkehmen (1851–1865). Danach war er bei der Feuerversicherungsbank für Deutschland in Gotha beschäftigt. Er war Mitglied der Frankfurter Nationalversammlung und ihres volkswirtschaftlichen Ausschusses. Weiter war er Ehrenmitglied des landwirtschaftlichen Zentralvereines für Litauen und Masuren. 1861 wurde er von Wilhelm I. als König von Preußen nobilitiert. Für die Liberale Vereinigung vertrat er von 1881 bis 1884 den Reichstagswahlkreis Regierungsbezirk Königsberg 5 im Reichstag (Deutsches Kaiserreich).